# 朱荃
宋荃，又作朱荃，字子年，号香南，桐乡人。清朝政治人物。

## 生平
乾隆二年（1737年），丁巳补试博学宏词二甲第一名。授翰林院庶吉士。散馆后授翰林院编修，著有《香南诗钞》。然而在擔任四川學政時，因匿丧赶考，贿赏生员，为御史储磷趾彈劾，宋荃遂弃官逃跑，此事牽連至親家張廷玉入獄。